# Allium kuramense
Allium kuramense — вид трав'янистих рослин родини амарилісові (Amaryllidaceae), ендемік Узбекистану.

## Опис
Цибулина конічно-циліндрична, 20–30 × 5–10 мм. Стебло висотою 20–30 см. Листки в кількості 2–3, 1–3 мм завширшки. Оцвітина вузько дзвінчаста, листочки рожево-пурпурові, жилки більш різко фіолетові, 4–5 мм завдовжки.

## Поширення
Ендемік Узбекистану.